# Kulturní rasismus
Kulturní rasismus (neorasismus, rasismus bez rasy, diferenciální neorasismus, nový rasismus) - forma rasismu, ideologický systém, který je založen na kulturních rozdílech mezi skupinami lidí.
Na rozdíl od biologického rasismu, který je založen na fyzických charakteristikách, kulturní rasismus zahrnuje předsudky a vztahy založené na kulturních, etnických, jazykových nebo náboženských charakteristikách.
Kulturní rasismus je dnes středobodem všech ostatních forem rasismu, nicméně existuje názor, že se nejedná o novou formu, ale pouze o doplněk tradičního chápání rasismu.

## Interpretace
Pojem „rasismus“ je jedním z nejkontroverznějších a nejjednoznačnějších pojmů v sociálních vědách. Fenomén rasismu lze posuzovat v širokém spektru - od úzkých definic, které považují rasismus pouze za reprezentativní jev, za ideologii, která používá jeden nebo více biologických znaků jako kritérium pro popis kolektivních skupin za účelem rasové konstrukce, až po komplexní definice, které berou v úvahu nejen ideologický obsah rasismu, ale také jeho konkrétní vznikající postoje a jednání, jakož i formy a praktiky diskriminace, které ospravedlňuje. Obtížnost definice kulturního rasismu spočívá také v tom, že rasové kategorie jsou sociálně konstruované a proměnlivé a ze své podstaty je obtížné je empiricky měřit.
Podle Foucaulta není kulturní rasismus jen iracionální předsudek, forma sociálně-politické diskriminace nebo ideologický motiv politické doktríny, ale forma státní moci vytvořená za účelem kontroly obyvatelstva.
Jak uvádí Balibar, kulturní rasismus nepopírá rozdíly mezi rasovými, etnickými nebo náboženskými skupinami. Naopak, tvrdí, že „kulturní rozdíly jsou nepřekonatelné“.

### Proč rasismus a kulturní rasismus nejsou totéž
Kulturní rasismus se může zaměřovat na vnímání nadřazenosti nebo podřazenosti určitých kulturních zvyklostí, víry nebo hodnot. Může zahrnovat přesvědčení, že vlastní kultura je nadřazená ostatním a měla by být dominantní nebo vnucována ostatním. To může vést k diskriminaci, předsudkům a vyloučení na základě kulturních, nikoli biologických rozdílů.  Dalším důležitým argumentem pro odlišení kulturního rasismu od biologického rasismu je skutečnost, že kulturní rasismus může přetrvávat a zesilovat i v rámci téže rasové nebo etnické skupiny. Jinými slovy, lidé stejného rasového nebo etnického původu mohou vůči sobě navzájem projevovat kulturní rasismus kvůli rozdílům v kulturních tradicích nebo víře.  Kulturní rasismus navíc často působí na subtilnější a skrytější úrovni než rasismus biologický. Zatímco biologický rasismus je často zjevný a explicitní, kulturní rasismus se může projevovat skrytěji, například prostřednictvím stereotypů, mikroagresí nebo institucionálních praktik, které znevýhodňují určité kulturní skupiny.  Kromě toho může být kulturní rasismus podporován a posilován systémy a strukturami, které udržují kulturní hierarchie a nerovnosti. Například vzdělávací systémy, které upřednostňují určité kulturní znalosti nebo jazyky před jinými, mohou kulturní rasismus udržovat tím, že určité kulturní skupiny marginalizují a znehodnocují.  Celkově je kulturní rasismus jedinečnou formou diskriminace a předsudků, která přesahuje tradiční chápání rasismu založeného na biologických rozdílech. Zdůrazňováním kulturních rozdílů a udržováním hierarchie založené na kulturních zvyklostech a přesvědčeních vytváří kulturní rasismus vlastní odlišnou kategorii v rámci širšího pojetí rasismu

### Proč jsou rasismus a kulturní rasismus totéž
Kulturní rasismus úzce souvisí s biologickým rasismem v rámci širšího pojetí rasismu. Jak definuje Fredrickson, kulturní rasismus je projevem stejné ideologie jako rasismus biologický: "Kultura může být objektivizována a esencializována do té míry, že se stává funkčním ekvivalentem rasy". Jediný rozdíl je v kritériích, která se používají k definování a ospravedlnění diferenciace a hierarchizace lidských skupin. Ačkoli je tedy základní myšlenkou "kultura", jedná se pouze o nový způsob, jak dát podobu stejným rozdílům, nerovnostem, diskriminaci a špatnému zacházení s lidmi.Pojem "rasa" se v kontextu kulturního rasismu stává symbolickým, kódovaným jako "kultura". To znamená, že rasistické postoje a praktiky fungují na úrovni symbolů, přičemž si zachovávají (pseudo)biologické prvky. Podle Taguieffa lze kulturní rasismus považovat za "eufemismus pro biologický rasismus". To zdůrazňuje, že navzdory změně terminologie zůstává podstata stejná. Různé perspektivy zdůrazňují, že kulturní rasismus, stejně jako biologický rasismus, byl vždy kulturně diferencovaný.  Ideologie antisemitismu ve Třetí říši se odvolávala na kulturní prvky, například se věřilo, že Židé "zkazili árijskou kulturu a rasu". "Konečným řešením" ve vztahu k nim proto nebylo jejich odsunutí na nejnižší místo ve společnosti, ale jejich zničení. McCarthy (2009) zdůrazňuje, že jak klasické rasistické myšlení, tak nový "kulturalismus" zaměňují stereotypní somatické rozdíly za rozdíly kulturní a charakterové. Tyto rozdíly, ačkoli nejsou vrozené, ale hluboce zakořeněné, se přenášejí z generace na generaci a jejich změna je obtížným úkolem.

## Ideologie
Globalizace a ekonomická integrace vytvářejí po celém světě silné homogenizační tlaky, které jsou však paradoxně na mnoha místech spojeny s obnovením významu kulturních rozdílů, což vede k hlavnímu důvodu existence kulturního rasismu jako fenoménu - rozlišování mezi "my" a "oni". Tato diferenciace je vždy ve prospěch "nás", což slouží jako motiv k ospravedlnění nespravedlivého nebo krutého zacházení s "méněcennými druhými". Tento proces vede například k tomu, že se všichni migranti tváří stejně a připisuje se jim kulturní nekompatibilita nebo neschopnost začlenit se do dominantní kultury. Takové vnímání kulturního rasismu je podporováno procesem absolutizace odlišností, kdy se kulturní rozdíly stávají imaginárními nebo jednoduše vymyšlenými a jsou dovedeny do takové míry, že se jeví jako neslučitelné. O skupinách vyznačujících se různými "jinými" kulturními rysy se předpokládá, že nejsou schopny se "integrovat" do dominantní kultury, čímž se soužití s nimi stává nejen problematickým, ale i nemožným.
Kulturní rasismus také vnímá "jinou kulturu" jako hrozbu, která může zničit dominantní kulturu a její vnitřní integritu. Tento pohled vychází z předpokladu, že některé skupiny jsou skutečnými nositeli národní kultury a výhradními dědici její historie, zatímco jiné představují potenciální ničitele "čistoty" této kultury. Tím, že se noví přistěhovalci vyhýbají míšení kultur, jsou často vnímáni jako lidé, kteří si zaslouží jasné oddělení, izolaci, odsun a v krajním případě dokonce vyhlazení. Vychází také z hierarchie kulturních preferencí, neboť ne všichni cizinci jsou nežádoucí. Toto dělení kultury vede k tomu, že se ve společnosti uvažuje tak, že nepříznivé postavení určité skupiny je způsobeno jejími domnělými kulturními nevýhodami.
Zatímco evropská integrace vytváří Evropu bez vnitřních hranic, napětí kolem pojmů "rasa" a "národ" roste, protože národní stát ztrácí některé své funkce a trpí krizí legitimity. To se projevuje různými způsoby: některé národní státy zažívají oživení separatistického nacionalismu, zatímco jiné se pokoušejí sjednotit rozpadající se národní stát tím, že se opírají o mocné ideologie nacionalismu, posilují národní identitu projekcí kulturní homogenity a prosazují kulturní liminalitu a vyloučení "jiných".

## Historie
Možnost rasismu založeného na kultuře předpověděl již Lévi-Strauss v roce 1952 ve svém zásadním díle o rase a historii. Po druhé světové válce došlo k významnému posunu v globální koloniální/rasové formaci a objevila nová forma rasismu a antirasismu, kterou lze nazvat „pozdní modernitou“ nebo „postmodernitou“. Biologický rasistický diskurz o geneticky méněcenných „jiných“ byl v krizi v celé kontinentální Evropě. Nacistická okupace delegitimizovala biologické rasistické diskurzy v mnoha zemích kontinentální západní Evropy. S porážkou nacistické okupace v západní Evropě a bojem za občanská práva v Británii a USA v 60. letech 20. století se globální rasový diskurz posunul od biologického rasismu ke kulturnímu rasismu. Ačkoli se někteří badatelé domnívají, že kulturní rasismus nevznikl po druhé světové válce, ale již před ní, neboť systémy „kulturního rasismu“ Třetí říše explicitně nepoužívají pojem „rasa“ ve smyslu biologické rasové podstaty.
Stejně jako koloniální rasismus má i neorasismus velmi historický původ, který souvisí se stěhováním bývalých koloniálních poddaných do metropolí po získání nezávislosti bývalých kolonií. V posledních desetiletích, kdy se národnostní původ přistěhovalců do Evropy diverzifikoval, však neorasismus tyto nové skupiny zahrnul.

### Etiopští Židé
K migraci etiopských Židů do Izraele na přelomu 80. a 90. let 20. století vedly různé faktory, včetně politických, náboženských a humanitárních. Důležitým faktorem byla touha etiopských Židů naplnit své náboženské aspirace a znovu se spojit s židovskou komunitou v Izraeli, který považují za vlast svých předků. Emigraci podnítila také zhoršující se politická situace v Etiopii, včetně občanských nepokojů, hospodářské nestability a pronásledování etiopských Židů.
V reakci na to izraelská vláda vyhlásila asimilační politiku pro etiopské Židy, jejímž cílem bylo jejich začlenění do izraelské společnosti, a realizovala různé programy a iniciativy. Ty zahrnovaly jazykové a kulturní integrační programy, odborné vzdělávání a možnosti vzdělávání. Děti etiopských Židů byly zapsány do izraelských škol, kde se učily hebrejsky a seznamovaly se s izraelskou kulturou. Vláda také poskytovala etiopským přistěhovalcům bydlení a finanční pomoc, aby jim pomohla začlenit se do izraelské společnosti.
V praxi se však nově příchozí často ocitali v podřadném a marginalizovaném postavení. Asimilační proces byl ztížen kulturním rasismem a diskriminací, s nimiž se etiopští Židé v izraelské společnosti potýkali. To vedlo mladé etiopské Židy k vytvoření jedinečné a komplexní izraelské identity, v níž se černošství stalo důležitým prvkem.

### Kurdové
Posílení islamistických skupin v Íránu na počátku 80. let způsobilo marginalizaci a diskriminaci menšin, včetně Kurdů, což svědčí o přítomnosti rasistických tendencí v islamistické politické ideologii. 
Během íránské revoluce v únoru 1979, kdy správu země převzala prozatímní vláda, vyjádřil premiér Mehdí Bázargán uznání náboženské a etnické rozmanitosti v Íránu a slíbil respektovat práva menšin. Nicméně kurdské Hnutí národního odporu, které se stavělo proti nastolení islámského řádu, se setkalo s omezenou podporou a dostalo se na okraj společnosti. Kurdská národní struktura se radikalizovala a vznesla požadavky na autonomii. Dohoda dosažená s islámským režimem se však brzy rozpadla, když se ukázalo, že fundamentalisté neuznávají práva menšin.
V srpnu 1979 ajatolláh Chomejní nařídil útok na íránský Kurdistán a vyhlásil Kurdům "svatou válku". Jednalo se o přelomový okamžik, kdy genocidní činy měly za následek více než 50 000 mrtvých, z toho 45 000 civilistů. Islamistický režim tvrdil, že islám neuznává rozdíly na základě etnické příslušnosti, ale v praxi pronásledoval náboženské a etnické menšiny včetně Kurdů. Budování islámského státu v Íránu tak provázely systematické akty genocidy a násilného potlačování menšin, což poukazuje na uplatňování rasistických praktik v politice islamistického režimu.

### Ukrajinci
Ruská vláda aktivně propaguje ruskou literaturu, hudbu a kinematografii jako nadřazené ukrajinským kulturním projevům. Svědčí o tom státem financovaná propagace ruských umělců a omezování ukrajinských kulturních akcí a institucí.  Ruské úřady také používají památky a historické objekty jako nástroje kulturního rasismu. Ničení nebo pozměňování ukrajinských památek a stavění ruských památek na jejich místě slouží k potvrzení ruské nadvlády a vymazání ukrajinské kulturní identity.  Dalším projevem kulturního rasismu je důraz ruské vlády na nadřazenost ruského jazyka nad ukrajinštinou. Byla zavedena politika omezující používání ukrajinského jazyka ve školách, státních institucích a médiích, což dále marginalizuje ukrajinskou kulturu a posiluje přesvědčení o ruské kulturní nadřazenosti.  Cílem těchto opatření ruských orgánů je nejen nastolení kontroly nad Ukrajinou, ale také podkopání a potlačení ukrajinské kultury. Propagací myšlenky ruské kulturní nadřazenosti Putin a jeho vláda ospravedlňují své jednání na Ukrajině a udržují narativ kulturního rasismu.  Celkově lze říci, že Putinova tvrzení o nadřazenosti ruské kultury a jazyka a činy, které ruské úřady podnikly k prosazení této nadřazenosti, potvrzují existenci kulturního rasismu v konfliktu s Ukrajinou. Tento kulturní rasismus se projevuje potlačováním ukrajinské kultury, vnucováním ruských kulturních norem a používáním kulturních symbolů jako nástrojů nadvlády.

## Kulturní rasismus v oblasti zdraví
Kulturní rasismus, který se projevuje prostřednictvím materiálních, kognitivních/afektivních, biologických a behaviorálních mechanismů v průběhu života, udržuje nerovnosti v oblasti zdraví, které marginalizují a znevýhodňují rasové a etnické menšiny. Tato marginalizace může těmto skupinám vytvářet překážky v přístupu ke zdravotní péči. Nerovnoměrné rozdělení zdrojů ovlivněné kulturním rasismem může nerovnosti v přístupu ke zdravotní péči dále prohlubovat. Stereotypy, předsudky a diskriminační postoje zakořeněné v kulturním rasismu ovlivňují rozhodování zdravotníků o léčbě a jejich interakce s pacienty, což vede k nerovnému přístupu k odpovídající zdravotní péči.
Současně zjištění studie Healthy People 2010 zdůrazňují, že nerovnosti v oblasti zdraví budou přetrvávat, pokud se rasovým a etnickým skupinám nebude věnovat odpovídající pozornost. Rasismus působí jako základní příčina těchto rozdílů, a i když se zohlední rozdíly v socioekonomických rozdílech, rasové rozdíly ve zdraví zůstávají výrazné. Další výzkum Lamonta a jeho kolegů ukazuje, že nehispánští černoši a vzestupně mobilní Hispánci jsou častěji diskriminováni, což do značné míry vysvětluje rozdíl v jejich zdravotním stavu ve srovnání s nehispánskými bělochy.. Kulturní rasismus jako zdroj psychosociálního stresu dále zhoršuje chorobné procesy a zdravotní stav.

## Kritika
V mnoha zemích Severní Ameriky a Evropy se z antirasismu stal svého druhu průmysl, který přináší zisky vydavatelům a vysoké honoráře uznávaným odborníkům.